# Monanthes lowei
Monanthes lowei ist eine Pflanzenart aus der Gattung Monanthes in der Familie der Dickblattgewächse (Crassulaceae). Das Artepitheton lowei ehrt den britischen Geistlichen und Botaniker Richard Thomas Lowe.

## Beschreibung

### Vegetative Merkmale
Monanthes lowei ist eine ausdauernde und regelmäßig sprossende Rosettenpflanze. Ihre Triebe sind kurz, kräftig und mehr oder weniger caudiciform. Sie weisen einen Durchmesser von 4 bis 7 Millimeter auf. Die lockeren oder ziemlich kompakten, flachen Rosetten erreichen Durchmesser von 10 bis 25 Millimeter und bestehen aus 15 bis 45 Laubblättern. Die verkehrt eiförmigen Laubblätter sind gerundet und verschmälern sich auffällig in eine lange stielähnliche Basis. Jüngere Blätter sind etwas rhombisch. Ihre Blattspreite ist 7 bis 15 Millimeter lang, 2 bis 4 Millimeter breit und etwa 1 bis 2 Millimeter dick. Ihre kahle Oberfläche ist leicht papillös.

### Blütenstände und Blüten
Der Blütenstand besteht aus seitlich erscheinenden, einfachen oder selten verzweigten Blütentrieben und ist regelmäßig verzweigt. Die meist sechszähligen Blüten stehen an spärlich drüsig-haarigen Blütenstielen von 3 bis 8 Millimetern Länge und erreichen einen Durchmesser von 3 bis 4 Millimeter. Ihre länglichen und gelegentlich im oberen Teil etwas verbreiterten, spitzen Kronblätter sind 2,4 bis 3,6 Millimeter lang und 1,1 bis 1,5 Millimeter breit. Die Nektarschüppchen besitzen eine Länge von 1 bis 1,5 Millimetern und sind 1,5 bis 2 Millimeter breit. Ihre Spreite ist zweilappig, verkehrt herzförmig, winzig gekerbt und deutlich genagelt.

## Verbreitung und Systematik
Monanthes lowei ist auf den Selvagens-Inseln verbreitet.
Die Erstbeschreibung als Sempervivum lowei durch Jorge Américo Rodrigues Paiva wurde 1867 veröffentlicht. Pedro Luis Pérez de Paz und Juan Ramón Acebes stellten die Art 1985 in die Gattung Monanthes.

## Nachweise